# Мера Радона
Мера Радона — мера на сигма-алгебре борелевских множеств на хаусдорфовом топологическом пространстве X, которая является локально конечной и внутреннее регулярной.

## Определение
Пусть μ есть мера на сигма-алгебре борелевских множеств в хаусдорфовом топологическом пространстве X.
Мера μ называется внутренне регулярной, если для любого борелевского множества B, μ(B) совпадает с супремумом μ(K) для компактных подмножеств K в B.
Мера μ называется внешней регулярной, если для любого борелевского множества B, μ(B) является инфимумом μ(U) по всем открытым множествам U, содержащим B.
Мера μ называется локально конечной, если каждая точка в X имеет окрестность U, для которой значение μ(U) конечно. (Если μ локально конечна, то μ конечна на компактных множествах.)
Мера μ называется мерой Радона, если она внутренне регулярна и локально конечна.

### Замечание
- Определение можно обобщить на нехаусдорфовы пространства, заменив слова «компактный» на «замкнутый и компактный» везде, но это обобщение пока не имеет приложений.

## Примеры
Примеры мер Радона:
- Мера Лебега на евклидовом пространстве (ограниченная на борелевские подмножества);
- Мера Хаара на любой локально компактной топологической группе;
- Мера Дирака на любом топологическом пространстве;
- Гауссовы меры на евклидовом пространстве {\displaystyle \mathbb {R} ^{n}} с его борелевской сигма-алгеброй;
- Вероятностные меры на σ-алгебре борелевских множеств любого польского пространства. Этот пример не только обобщает предыдущий пример, но включает в себя многие меры на локально компактных пространствах, например, меру Винера на пространстве вещественных непрерывных функций на отрезке [0,1].

Следующие меры не являются мерами Радона:
- Считающая мера на евклидовом пространстве не является мерой Радона, поскольку она не является локально конечной.
- Пространство ординалов до первого несчётного ординала с топологией порядка является компактным топологическим пространством. Мера, которая равна 1 на любом множестве, содержащем несчётное замкнутое множество, и 0 в противном случае, является борелевской, но не является мерой Радона.
- Пусть X — это множество [0,1), оснащённое топологией стрелки. Мера Лебега на этом топологическом пространстве не является мерой Радона, так как она не внутренне регулярна. Последнее следует из того, что в этой топологии компактные множества не более чем счётны.
- Стандартная мера произведения на {\displaystyle (0,1)^{\kappa }} с несчётным {\displaystyle \kappa } — не мера Радона, поскольку любое компактное множество содержится внутри произведения несчётного числа замкнутых интервалов, мера каждого из которых меньше 1.

## Свойства
Далее X обозначает локально компактное топологическое пространство, μ — меру Радона на {\displaystyle X}.
- Мера μ задаёт линейный функционал на пространстве всех финитных функций на X, то есть непрерывных функций с компактным носителем:
{\displaystyle I\colon f\mapsto \int \limits _{X}f\,d\mu }

Более того:
- Этот функционал полностью определяет саму меру.
- Этот функционал непрерывен и положителен. Положительность означает, что {\displaystyle I(f)\geqslant 0}, если {\displaystyle f\geqslant 0}.

### Метрика Радона
Конусу всех мер Радона на {\displaystyle X} можно придать структуру полного метрического пространства. Расстояние между двумя мерами Радона {\displaystyle \mu _{1},\mu _{2}}, определяется следующим образом:
{\displaystyle \rho (\mu _{1},\mu _{2})=\sup \left\{\int \limits _{X}f(x)\,d(\mu _{1}-\mu _{2})(x)\right\},}
где супремум берётся по всем непрерывным функциям {\displaystyle f\colon X\to [-1,1]}
Эта метрика называется метрикой Радона.
Сходимость мер в метрике Радона иногда называют сильной сходимостью.
Пространство Радоновых вероятностных мер на {\displaystyle X},
{\displaystyle {\mathcal {P}}(X):=\{\mu \mid \mu (X)=1\},}
не является секвециально компактным по отношению к этой метрике, то есть не гарантируется, что любая последовательность вероятностных мер будет иметь подпоследовательность, которая сходится.
Сходимость в метрике Радона влечёт слабую сходимость мер:
{\displaystyle \rho (\mu _{n},\mu )\to 0\Rightarrow \mu _{n}\rightharpoonup \mu }
Обратное неверно в общем случае.

### Интегрирование
Определение интеграла на более широкий класс функций (с не обязательно с компактным носителем) производится в несколько шагов:
1. Определяется верхний интеграл μ*(g) полунепрерывных снизу положительных (вещественных) функций g как супремум (возможно, бесконечный) положительных чисел μ(h) для финитных непрерывных функций h≤g.
2. Определяется верхний интеграл μ*(f) для произвольной положительной вещественнозначной функции f как инфимум верхних интегралов μ*(g) для полу-непрерывных снизу функций g≥f.
3. Определяется векторное пространство F = F(Х;μ) как пространство всех функций f на X, для которых верхний интеграл μ*(|f|) конечен; верхний интеграл абсолютного значения определяет полунорму на F, и F является полным пространством относительно топологии, определяемой этой полунормой.
4. Определяется пространство L1(X,μ) интегрируемых функций как замыкание в F пространства непрерывных финитных функций.
5. Определяется интеграл для функций из L1(X,μ) через расширение по непрерывности (после проверки того, что μ непрерывна относительно топологии L1(X,μ)).
6. Определяется мера множества как интеграл (когда он существует) функции индикатора множества.

Можно убедиться, что эти действия дают теорию, идентичную той, что начинается с меры Радона, определяемой как функция, которая присваивает число каждому борелевскому множеству в X.